# Zizeeria corneliae
Zizeeria corneliae är en fjärilsart som beskrevs av Van Regteren Altena 1949. Zizeeria corneliae ingår i släktet Zizeeria och familjen juvelvingar. Inga underarter finns listade i Catalogue of Life.